# Кампания Хармара
Кампания Хармара — военная операция Соединенных Штатов с целью подчинить коренное население Северо-Западной территории осенью 1790 года. Эта операция, командование которой осуществлял генерал Джозайя Хармар, была частью Северо-западной индейской войны. В ходе кампании произошло несколько сражений, которые закончились в пользу индейцев. Эти поражения иногда называют Разгром Хармара.

## Начало кампании
В 1789 году президент Джордж Вашингтон написал губернатору Северо-Западной территории Артуру Сент-Клеру и попросил его выяснить настроения среди индейцев на реках Уобаш и Иллинойс, склоняются ли они к миру или к войне с США. Сент-Клер был склонен верить, что племена хотят войны, и приказал ополчению собраться в форте Вашингтон и Винсенсе. Президент Вашингтон и военный министр Генри Нокс приказали генералу Хармару начать поход в земли шауни и майами и наказать индейцев за смерть более 1500 поселенцев, убитых в Кентукки, к югу от Огайо, и в нескольких поселениях к северу от реки, основанных в конце 1780-х. Основной целью этого похода являлось главное селение майами — Кекионга (нынешний Форт-Уэйн в Индиане), расположенный в месте слияния речушек Сент-Джозеф и Сент-Мэрис-Ривер в одну реку Маюми. Сент-Клер и Хармар также планировали построить на этом месте форт, но когда Сент-Клер представил этот план Вашингтону в августе 1790 года в Нью-Йорке, президент посчитал, что такой форт будет слишком уязвимым и слишком дорогим.
Генерал Хармар собрал 320 регулярных солдат из 1-го Американского полка и 1133 ополченца, всего 1453 человека. Его войска также имели на вооружении 3 шестифунтовых пушки. Лишь немногие опытные жители границы принимали участие в походе, в основном, были наняты недавно прибывшие иммигранты. Лейтенант Эбенизер Денни писал, что ополчение «по всей видимости, сырое и непривычное ни к оружию, ни к лесу». На обучение ополченцев не было времени, так как наступающая зима грозила лишить их фуража и вызвать голод. В поход выступили 7 октября 1790 года из форта Вашингтон на юго-западе территории Огайо. Генерал Хармар с главными силами двинулся на север вдоль Большой Реки Майами, в то время, как Жан-Франсуа Хэмтрамк повел меньший отряд выступил на север из Винсенса с целью отвлечь внимание уобашских индейцев. Сен-Клер написал в форт Детройт, заверяя британцев, что экспедиция направлена исключительно против индейских племен и что британцам не нужно вмешиваться.
Войска Хэмтрамка были остановлены и вернулись в Винсенс. К 14 октября Хармар оказался в 25 милях (40 километрах) от Кекионги. В этом месте кентуккийцы, служившие в армии Хармара разведчиками, взяли в плен индейца-шауни. После сурового допроса (и, вероятно, под пытками) индеец рассказал Хармару, что майами и шауни собрались в Кекионге, готовясь остановить наступление его армии. Затемно 15 октября отряд из 600 человек под командованием полковника Хардина был отправлен на север, чтобы, пройдя 25 миль, застать врасплох индейцев в Кекионге. Когда отряд полковника Хардина прибыл нав место, они обнаружили Кекионгу пустой, сожгли её и разбили лагерь к югу от уничтоженной деревни.
Деревни майами близ Кекионги были атакованы 17 октября. Майами своевременно узнали об атаке, покинули свои деревни и забрали все запасы пищи, какие только смогли унести. Местные британские торговцы, их семьи и товары были отправлены в форт Детройт, чтобы они не попали в руки американцев. Все запасы оружия и амуниции были распределены между воинами майами, которые были хорошо информированы о численности армии Хармара, её передвижениях и даже о пристрастии Хармара к выпивке. Запасы пищи, которые не удалось унести, были разорены американцами.

## Битва на Хеллеровом Перекрестке
19 Октября в районе современного Чурубуско в Индиане полковник Хардин возглавил разведывательную партию из 180 ополченцев, отряда конницы майора Джеймса Фонтэйна и 30 регулярных солдат капитана Джона Армстронга. Они должны были выяснить численность индейских воинов и атаковать деревню вождя Ле Гриса. Партия была в нескольких милях от Кекионги, когда заметили группу конных индейцев, уходили по маленькой тропе, ведущей от деревни. Хардин приказал своей роте преследовать врага, но конницу отослал поднять другую роту, находившуюся левее. Замеченные Хардином индейцы играли роль приманки и заманили его отряд на болотистые берега реки Ил, где американцы не могли ни преследовать их, ни быстро отступить. Здесь Маленькая Черепаха атаковал их с трех сторон. Ополченцы бежали, оповестив майора Фонтэйна с его подкреплениями, что нужно развернуться.
Регулярные солдаты устояли вместе с примерно 9 ополченцами, но понесли большие потери. Лишь 8 из 30 солдат уцелели, 40 ополченцев погибло и 12 было ранено. Капитан Армстронг спрятался в болоте и тем спас свою жизнь. Он считал виновниками поражения Хардина и ополченцев и заявил, что им противостояло лишь около 100 индейцев. Это было приблизительное число воинов из Кекионги и деревни Ле Гриса. Эта битва стала известна как Разгром Хардина или битва в Хеллеровом Углу.

## Разгром Хартшорна
20 Октября генерал Хармар прибыл в лагерь и немедленно отослал 300 человек под командованием Филипа Хартшорна на север, чтобы разведать путь индейских сил. Восемью милями выше Кекионги, Хартшорн попал в засаду и погиб, вместе с 19 своими людьми. Вместо того, чтобы немедленно атаковать индейцев, Хармар отступил на несколько миль к югу от деревни, не позволив даже похоронить 20 погибших. Боевой дух войска упал, люди были в ярости от трусости своего командира. Хардин потребовал, чтобы ему позволили взять 400 человек и атаковать индейские силы или, по крайней мере, похоронить павших товарищей.

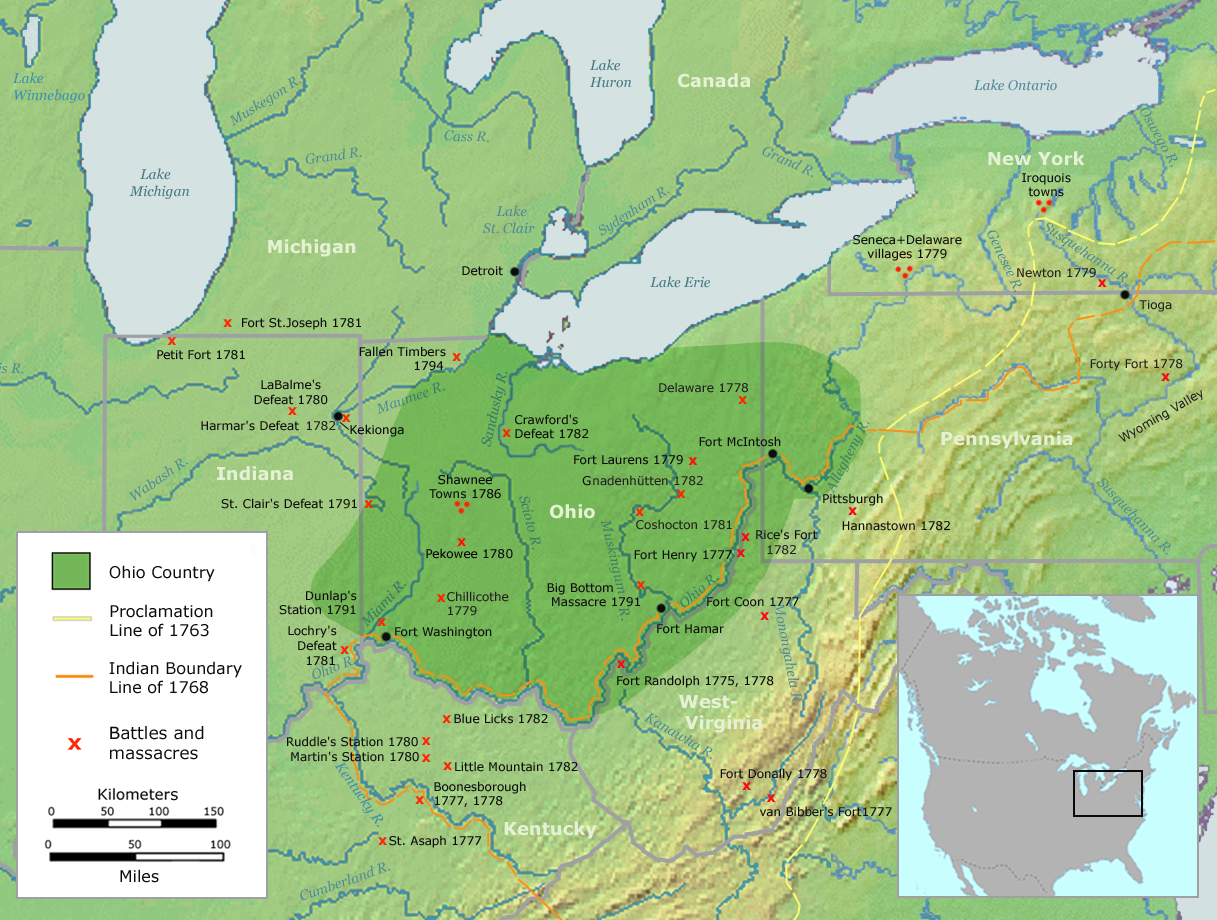

## Битва на тыквенных полях
Ночью 21 октября полковник Хардин и майор Джон П. Уиллис, вернулись с 300 ополченцами и 60 регулярными солдатами 1-го Американского полка . На рассвете 22 октября они двинулись на Кекионгу и обнаружили там около 1050 воинов. Хардин немедленно послал сообщение Хармару с просьбой прислать подкрепление. Когда гонец рассказал Хармару (который, по слухам, был пьян) о численности вражеских сил, тот стал заметно нервничать и приказал своим оставшимся 800—900 бойцам построиться в оборонительное каре. Он отказался прийти на помощь Хардину и бросил того одного лицом к лицу с более чем вдвое превосходящим его про численности противником. Полковник Хардин, ожидая прибытия подкрепления в любую минуту, разделил отряд на 4 группы под командованием майора Уиллиса, майора Холла, майора Фонтэйна и майора МакМаллена. Он планировал разделить свои силы и окружить индейцев со всех сторон.
Маленькая Черепаха атаковал первым, однако, выделив небольшие группы для ведения огня по ополченцам, отступил. Многие ополченцы бросились в погоню, оставив левый фланг регулярных солдат незащищенным. Маленькая Черепаха затем атаковал майора Уиллиса, с теми же ужасными для американцев результатами, что и на Хеллеровом Перекрестке. Майор Фонтэйн, тем временем, возглавил кавалерийскую атаку на лесистом участке и попал в засаду. Вскоре войско шауни и майами были атакованы Хардином атаковали Хардина уже с трех сторон. Продолжая надеяться на скорое прибытие подкрепления от Хармара, люди Хардина держали героическую оборону, сдерживая индейцев более трех часов, пока, наконец, не отступили, чтобы присоединиться к главным силам армии.
Это сражение стало известно как Битва на тыквенных полях, так как испарения от скальпированных черепов в осеннем воздухе напоминали индейцам пар от горячей каши. 180 человек были убиты или ранены. Армия отчиталась о 129 убитых в бою (14 офицеров, среди которых были майоры Уиллис и Фонтэйн, и 115 рядовых) и 94 раненых (включая 50 регулярных солдат). Предположительные общие индейские потери составили 120—150 человек.

## Последствия
При таких высоких потерях, генерал Хармар счел, что не может дальше продолжать наступление. Надвигающая зима угрожала его отряду гибелью, ополченцы дезертировали, а лошади умирали от голода. Войска достигли форта Вашингтон 3 ноября 1790 года.
Это было самое тяжелое на тот момент поражение армии США от коренных американцев, позже его смогли превзойти лишь Разгром Сент-Клэра и битва при Литтл-Бигхорн. Эта победа прославила Маленькую Черепаху как героя войны и вдохновила индейцев Северо-Западной территории на дальнейшее сопротивление Соединённым Штатам. Индейские отряды нападали на поселения по всей Северо-Западной территории.